# St. Mauritius (Frauenprießnitz)

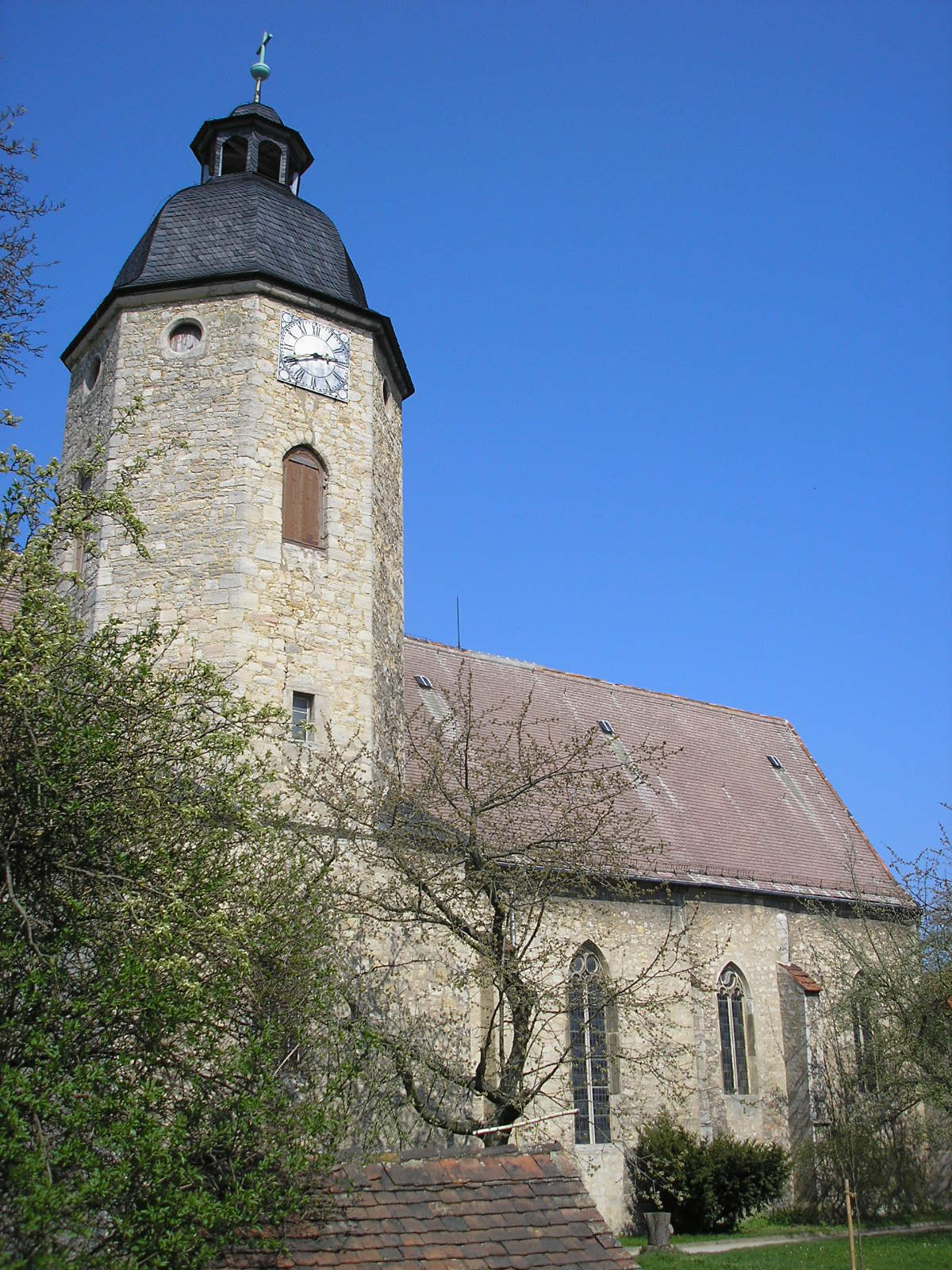
Die Kirche

Die Kirche St. Mauritius steht in der Gemeinde Frauenprießnitz im Saale-Holzland-Kreis in Thüringen. Sie gehört zum Kirchenkreis Eisenberg der Evangelischen Kirche in Mitteldeutschland.

## Lage
Die Kirche liegt mitten im Ort nördlich des Rentamtes.

## Geschichte
Die St.-Mauritius-Kirche war ursprünglich eine in der ersten Hälfte des 14. Jahrhunderts erbaute Klosterkirche. Nach Auflassung des Frauenklosters diente sie als Gemeindekirche und nunmehr auch für Musikaufführungen.
Der Chorraum stammt aus dieser Zeit. Das Kirchenschiff mit der flachen Kassettendecke ist durch Um- und Neubauten um 1605 durch Brand und im 17. Jahrhundert durch Restaurierung ständig verändert worden, bis es im Zuge der Restaurierung 1978–1983 sein heutiges Aussehen erhielt.
Im Chorraum fand man Reste gotischer Wandmalereien. Eingangsportal sowie Kanzelaufgang und Taufstein entstammen  der Spätrenaissance.

## Orgel

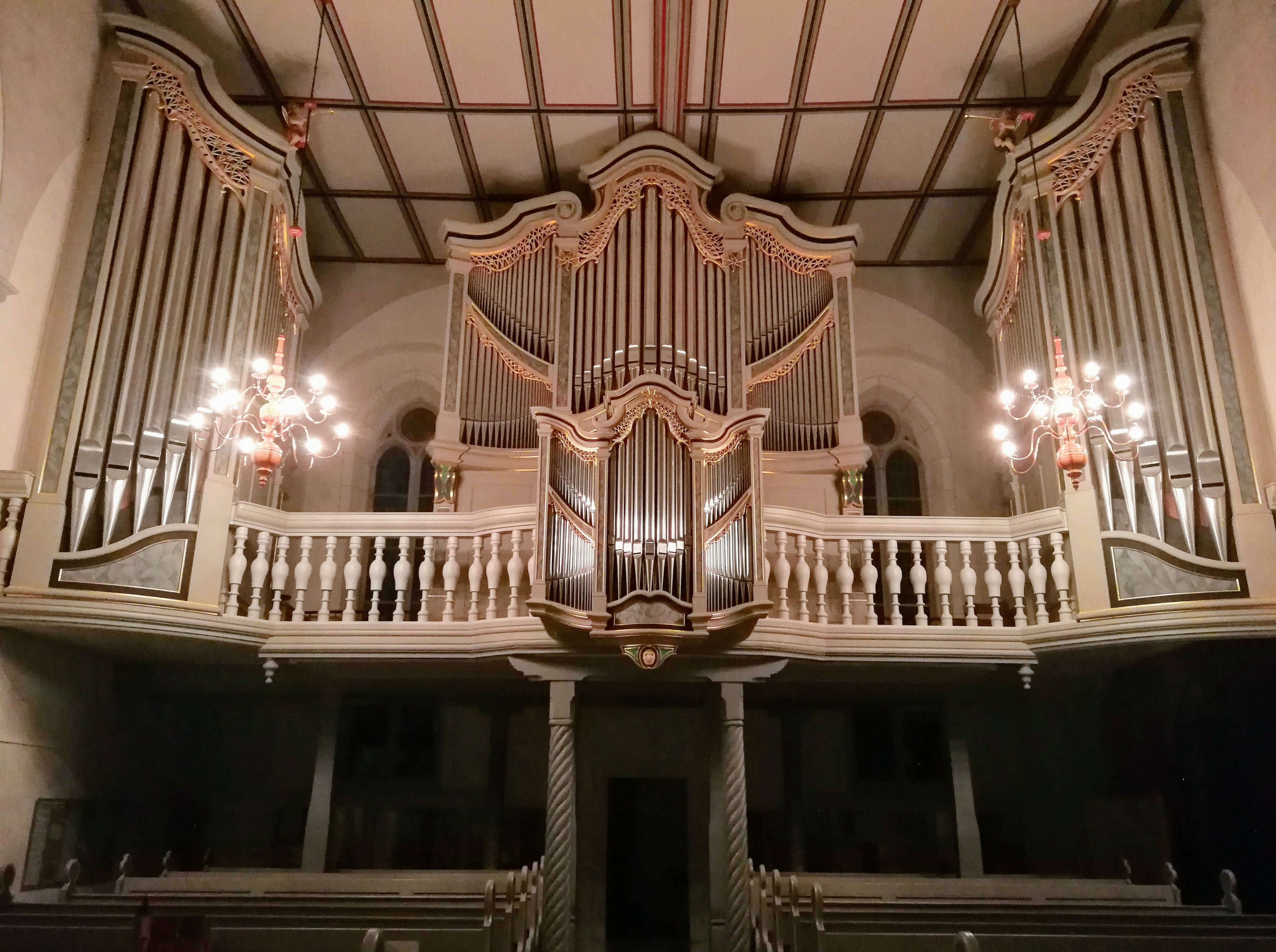
Orgel

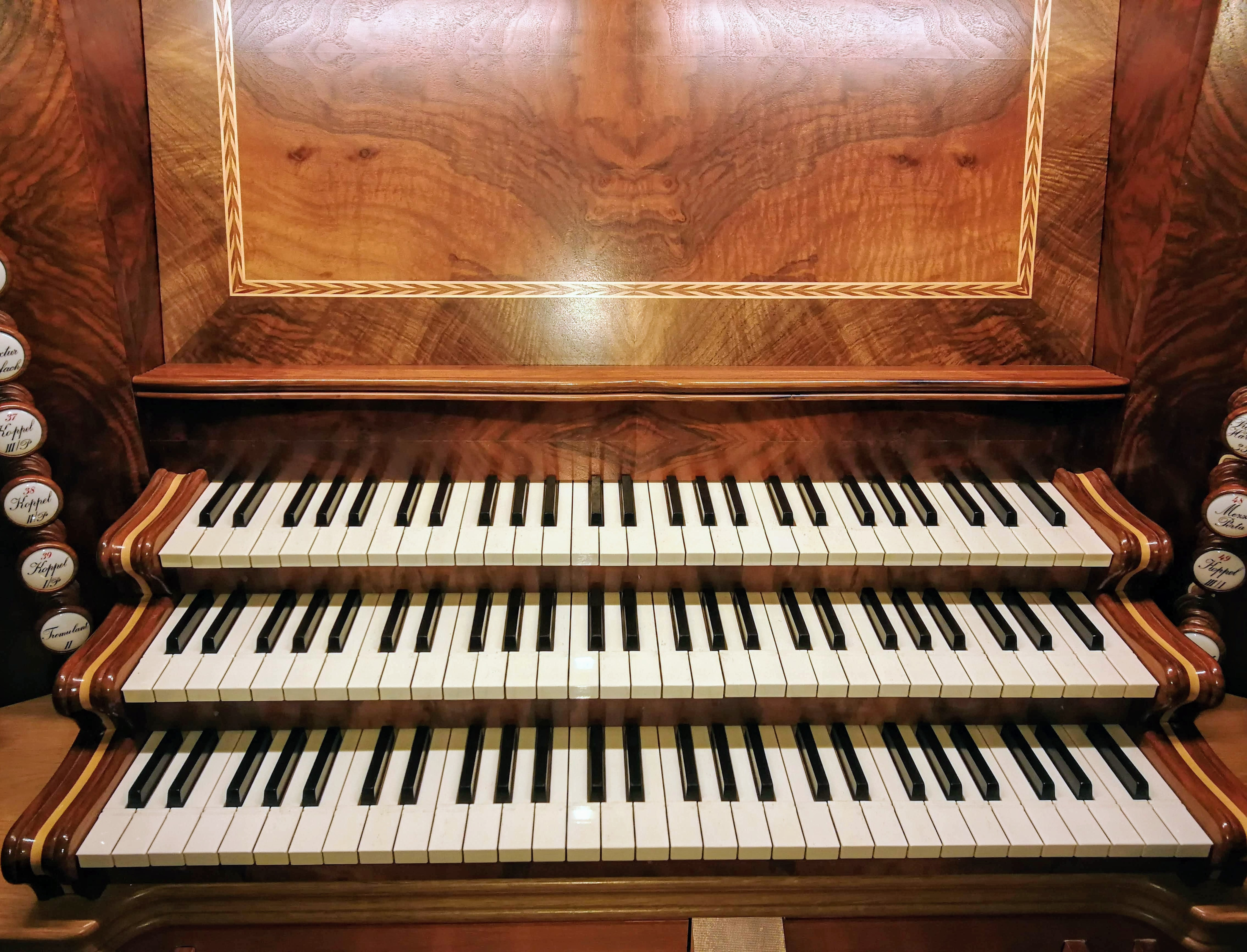
Spieltisch der Orgel

Die Kirche besitzt eine mit 53 Registern auf drei Manualen und Pedal für den relativ kleinen Raum überaus üppig disponierte Orgel auf der Westempore, die 2008 eingeweiht wurde. Der ortsansässige Tischlermeister Siegfried Schenke, der mit 40 Jahren noch eine Orgelbauerlehre bei Firma Böhm (Gotha) absolvierte, begann zu DDR-Zeiten, das Werk unter Verwendung von Pfeifen der Vorgängerorgel zu errichten. Der barock gestaltete, mit Blattgold verzierte Prospekt greift Elemente der Fassade der Gottfried-Silbermann-Orgel der Dresdener Frauenkirche auf, die auf Klangvielfalt ausgelegte, vor allem spätromantische Disposition enthält jedoch viele Stimmen aus der Zeit von 1877 bis 1905 sowie einige barocke Register. Die Spiel- und Registertrakturen sind mechanisch. Siegfried Schenke starb noch vor der Fertigstellung des Werkes; sein Sohn Thomas vollendete es. Auch die Orgelbauer Georg Wünning und Reinhard Schäbitz (Intonation) waren beteiligt. Insgesamt stecken 15000 Arbeitsstunden in der Orgel. Regelmäßig werden Orgelkonzerte veranstaltet.

## Erbbegräbnis
Mit schmiedeeisernen Gittern sind die Bogenöffnungen an der Langhausseite versehen. Dahinter befindet sich die Gruft der Erbbegräbnisstätte der Schenken von Tautenburg von 1470 bis 1640.
Das Grab wurde am 10. November 1819 im Beisein von Großherzog Karl August geöffnet. Zum Vorschein kam eine goldene Gnadenkette im Sarg des Amtshauptmanns von Freyburg und Eckartsberga, Freiherr Burghard Schenk von Tautenburg († 1605). Kurfürst Christian von Sachsen, dessen Erzieher Burghard Schenk gewesen war, hatte sie ihm verehrt. Diese Kette, wie alle übrigen gefundenen Schätze aus der Kirche wurden (zumindest im Jahre 1836) in der Frauenprießnitzer Kirche aufbewahrt.

## Trivia
1893 wurde Joachim Ringelnatz hier getauft.